# Jules Ferry

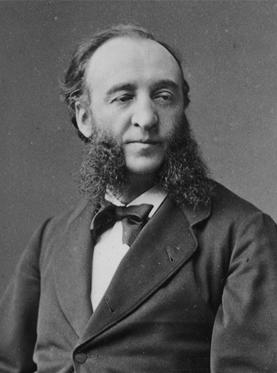
Jules Ferry

Jules François Camille Ferry (Saint-Dié-des-Vosges, 5 april 1832 - Parijs, 17 maart 1893) was een Frans politicus die vooral bekend is om zijn antiklerikale onderwijspolitiek en zijn successen bij het uitbreiden van het Franse koloniale rijk. Hij was een van de belangrijkste denkers achter het Franse republicanisme, het laïcisme en grondlegger van het huidige Franse staatsonderwijs. Hij speelde een grote rol in de secularisering van het land. In de turbulente Derde Republiek was hij tweemaal premier van Frankrijk: van 23 september 1880 tot 14 november 1881 en van 21 februari 1883 tot 6 april 1885. In deze functie nam hij deel aan de Koloniale Conferentie van Berlijn die de basis legde voor de opdeling van het Afrikaanse continent in koloniën.

## Biografie
Afkomstig uit een gegoed milieu uit de streek Lotharingen ging Jules Ferry met zijn ouders in 1850 in Parijs wonen. Na zijn studie rechten werd hij bekend als dissident binnen het Tweede Franse Keizerrijk en werd hij een graag geziene gast in de salons van de stad. Door zijn opvattingen kwam hij in 1863 korte tijd in de gevangenis terecht.
Enkele jaren later, bij de parlementsverkiezingen van 1869, werd hij gekozen als volksvertegenwoordiger in het Wetgevend Lichaam. In april 1870 sprak hij daar voor het eerst zijn denkbeelden over onderwijs uit. Ook waarschuwt hij voor de Frans-Duitse Oorlog die in juli van dat jaar inderdaad uitbrak.
Hij was in Parijs toen de Pruisische troepen Frankrijk versloegen bij Sedan en keizer Napoleon III zich overgaf. In Parijs gaf men het verzet niet op en werd de republiek uitgeroepen. Tijdens het beleg van Parijs was hij burgemeester van de stad en kreeg te maken met de Commune. Hij kwam in een lastige positie terecht, nadat hij aftrad als burgemeester en kritiek uitte op het harde ingrijpen van de regering. President Thiers stuurde hem een paar maanden weg als ambassadeur in Athene. Parijs kwam vervolgens tot 1977 onder rechtstreeks bestuur van de Franse regering, waardoor Jacques Chirac, de eerste burgemeester vanaf 1977, feitelijk zijn opvolger werd.
Hij was inmiddels een van de kopstukken van de oppositie en toen Jules Grévy verkozen werd tot president, kwam Jules Ferry terug naar Frankrijk. Hij werd benoemd tot minister van Onderwijs, een functie die hij uitoefende van 1879 tot 1885. Hij ging de geschiedenis in als een van de voornaamste hervormers van het Franse onderwijsstelsel.
Tussen 1880 en 1885 was hij tweemaal premier van Frankrijk. Als revanchard die Frankrijk na de nederlaag tegen Pruisen in 1870 in haar oude glorie wilde herstellen, voerde hij een aantal koloniale oorlogen die hem uiteindelijk de macht zouden kosten. In 1885 moest hij aftreden nadat Frankrijk in de Chinees-Franse Oorlog na de val van de stad Lang Song aan de verliezende hand leek. Na zijn mandaat waren stukken van West- en Centraal-Afrika toegevoegd aan het Franse koloniale rijk, en was het land verwikkeld in meerdere koloniale oorlogen, onder anderen in Madagaskar en Azië.
In 1893 stierf Jules Ferry plotseling door een hartaanval.

## Onderwijshervormingen
In de periode dat Jules Ferry minister van Onderwijs was, hervormde hij het volledige Franse onderwijssysteem naar een republikeins, laïcistisch model. Hij was een van de weinige ministers van Onderwijs in de Derde Republiek die deze functie niet combineerde met die van minister van Kerkelijke Zaken en als dusdanig ook huishield. Privéscholen mochten niet langer universitaire titels uitreiken en een aantal katholieke scholen moesten sluiten. Aan de jezuïeten werd het geven van onderwijs verboden. In plaats van het religieus onderwijs kwam er één dat volgens de waarden van de Franse republiek, une et indivisible, wilde vormen.
Verder zette hij de volgende stappen in de ontwikkeling van het Franse onderwijs:
- invoeren van de schoolplicht (ook voor meisjes) en wel volgens laïcistische waarden;[3]
- gratis basisonderwijs;
- openstelling secondair onderwijs voor meisjes;
- het oprichten van een Grande école voor vrouwen;
- het opleggen van Franstalig onderwijs en het onderdrukken van onderwijs in minderheidstalen.

Het doel van het eentaalbeleid was het uitroeien van lokale identiteiten en minderheidstalen. Geboren in Lotharingen had hij een hekel aan het daar nog veel gesproken Duits. Dit breidde hij uit naar andere minderheidstalen die de eenheid van Frankrijk in gevaar konden brengen.

## Trivia
De socialistische president François Hollande bracht op 15 mei 2012, de dag van zijn installatie, bij het standbeeld van Jules Ferry in de Jardin des Tuileries, een hommage aan hem uit, waarmee hij tegelijkertijd een van zijn belangrijkste speerpunten accentueerde.
- Bibsys: 90728275
- Bibliothèque nationale de France: cb12513455m (data)
- CiNii: DA04185393
- Gemeinsame Normdatei: 118683446
- International Standard Name Identifier: 0000 0001 2095 503X
- Library of Congress Control Number: n80164383
- Nationale Bibliotheek van Tsjechië: ola2003162779
- Nationale bibliotheek van Australië: 35045854
- Nationale Bibliotheek van Israël: 987007312038605171
- Nederlandse Thesaurus van Auteursnamen: 07153766X
- RKD-Nederlands Instituut voor Kunstgeschiedenis: 449364
- Istituto Centrale per il Catalogo Unico: LO1V140408
- SNAC: w6mh5gf3
- Système universitaire de documentation: 027316904
- Trove: 810886
- Virtual International Authority File: 5038341
- WorldCat: E39PBJyWWBMbQkF9GWHcpJwV4q